# Theta Ursae Majoris
Désignations
Theta Ursae Majoris (θ UMa) est une étoile triple de la constellation de la Grande Ourse. Le composant A est une binaire spectroscopique comprenant une sous-géante de type F de magnitude apparente 3,17. Le compagnon B est une naine rouge de type M6 de magnitude 13,8 située à 4,1 secondes d'arc. D'après la mesure de sa parallaxe annuelle par le satellite Hipparcos, le système est situé à ∼ 44 a.l. (∼ 13,5 pc) de la Terre.

## Nomenclature, histoire et mythologie

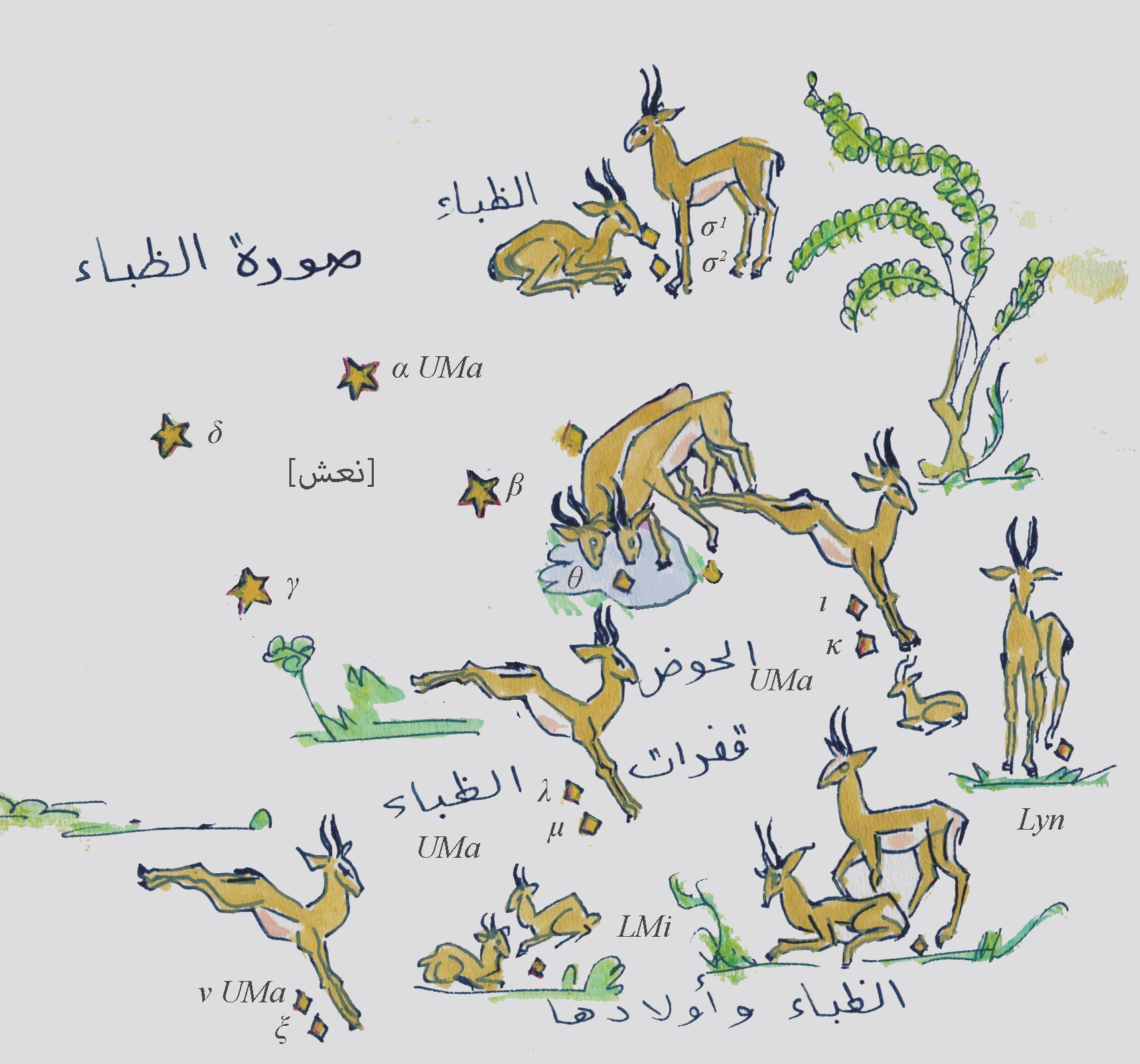
La figure de الحوض al-Ḥawḍ, « l’Abreuvoir », dans la grande scène de الظباء ,« les Gazelles », dans le ciel arabe traditionnel, tel que le décrit ᶜAbd al-Raḥmān al-Ṣūfī, 964.

θ Ursae Majoris, latinisé Theta Ursae Majoris, est la désignation de Bayer de l'étoile. Elle porte également la désignation de Flamsteed de 25 Ursae Majoris.

Al Haud est un nom introduit tout récemment. Il vient de l’arabe الحوض al-Ḥawḍ, « la Mare, l’Abreuvoir »,, où viennent se désaltérer les Gazelles. Al Haud correspond au groupe constitué par τ, h, υ, φ, θ, e et f UMa. Ce groupe forme un cercle sur le cou, la poitrine et les deux genoux de la Grande Ourse, et fait partie de la grande scène céleste arabe de الظباءal-Ẓibā’, « les Gazelles », dans le ciel arabe traditionnel, tel que le décrit ᶜAbd al-Raḥmān al-Ṣūfī (964), qui note à ce propos ce diction arabe,:

« Quand les Gazelles sautèrent d'al-Halba [qui correspond à Coma Berenices], elles parvinrent à al-Ḥawḍ. »

À partir d’une version latine d’al-Ṣūfī, le nom apparaît à la Renaissance sous la forme latine labrum balneatorium, littéralement « la Baignoire », chez Peter Apian. Plus tard, en citant al-Ṣūfī, Thomas Hyde (1665) transcrit ‘AlHaud’ dans sa traduction du زيجِ سلطانی Zīğ-i Sulṭānī ou « Tables sultaniennes » d’Uluġ Bēg (1437). Richard Hinckley Allen transcrit à son tour ‘Al Ḥauḍ’. Jack W. Rhoads a attribué les noms de Alhaud I à VII pour le groupe f, τ, e, h, θ, υ, et φ UMa.
Sarir Banat al Na’ash est un autre nom du groupe précédemment cité. Il vient de l’arabe بنات نعش سرير Sarīr Banāt Naᶜš, « le Lit de repos des Filles de Nasch », que l’on trouve chez al-Ṣūfī,,. Transcrit ‘Sarīr Banāt al Naʽash’ par Richard Hinckley Allen avec un /al-/ en trop et donné pour θ UMa, on trouve le nom Sarir Banat al Na’ash chez Julius D. W. Staal,.
Chez les Chinois, θ Ursae Majoris fait partie de l'astérisme de 文昌 (Wén Chāng), signifiant centre administratif, et qui comprend également φ Ursae Majoris, υ Ursae Majoris, 15 Ursae Majoris et de 18 Ursae Majoris.